# Slavko Petrović (trener)
Slavko Petrović (Beograd, 10. kolovoza 1958.), srbijanski nogometni trener i bivši nogometaš. Trenutačni je trener FK Olimpika iz Sarajeva. Ima i njemačko državljanstvo.

## Igračka karijera
Seniorsku karijeru započeo je u beogradskoj Crvenoj zvezdi za koju nikada nije nastupio u prvenstvenim utakmicma. Nakon toga, 1980. godine, odlazi u Njemačku gdje brani za nekoliko momčadi od kojih je najpoznatija Fortuna Düsseldorf. Igračku karijeru okončao je 1990. u niželigaškoj momčadi Amicitia Viernheim.

## Trenerska karijera
Nakon igračke karijere bavi se trenerskim poslom. Gotovo petnaest godina radio je u brojnim njemačkim klubovima (SV Darmstadt 98, FC Carl Zeiss Jena, Fortuna Düsseldorf,...). Od 1997. do 1998. bio je pomoćni trener u tadašnjem njemačkom bundesligašu Karlsruheru. U Srbiju se vraća 2011. gdje kratko radi kao trener čačanskog Borca i beogradskog Rada.
Godine 2014. postaje trener bijeljinskog Radnika s kojim osvaja Kup BiH u sezoni 2015./16. Krajem kolovoza 2016. napušta Radnik i postaje trener sarajevskog Željezničara. Godine 2017. napušta Željezničar te postaje novi trener Slobode Tuzla. U lipnju 2018. godine napušta Slobodu. 13. siječnja 2020. godine postaje ponovo trener Bijeljinskog Radnika.

## Vanjske poveznice
- Profil na transfermarkt.de